# Теодор Александр Ляцький
Теодор Александр (чи Александр Теодор) Ляцький гербу власного (нар.  — пом.) — державний діяч Великого князівства Литовського та Речі Посполитої, тивун біржинянський (1649—1661), підстолій великий литовський (1653—1654), маршалок надвірний литовський (1654—1683); староста радунський (1644—1652, ?1656—1683), немонойцький (до 1661) і шродський (1661—1664); польський поет епохи бароко.

## Життєпис
Теодор Александр народився, ймовірно, між 1614 і 1618 роками. Був найстаршим сином тивуна біржинянського та підкоморія віленського Яна Альфонса Ляцького та його дружини Йоанни з Талвошів. Мав 2 сестер і 2 братів.
Можливо Теодор, як і його батько, спочатку здобув освіту в одному з єзуїтських колегіумів, де, зокрема, навчився складати вірші. 1638 року, також за прикладом батька, разом із молодшим братом Самуелем Яном записався до Падуанського університету.
Протягом 1644—1652 років був старостою радунським, потім цю посаду обіймав його брат Пйотр Казімєж до своєї смерті 1656 року. З 1649 року обіймав посаду біржинянського тивуна. Тоді ж, імовірно, став також старостою немонойцьким.
5 січня 1653 року отримав посаду підстолія великого литовського. Ковенський сеймик обрав його послом на тогорічний сейм, на якому Ляцький був призначений від Посольської ізби комісаром з оплати війську Великого князівства Литовського. У березні-квітні 1654 року був призначений маршалком надвірним литовським.
Під час шведського потопу 1656 року за власний кошт спорядив козацьку хоругву й відправив її до коронного війська. Цього ж року, після смерті брата Пйотра Казімєжа, ймовірно, знову став старостою радунським, бо пізніше згадується на цій посаді.
3 жовтня 1657 король дав дозвіл Ізабелі Ляцькій Ходкевичевій на цесію своєму братові Теодорові Ляцькому староства блуденського в Берестейському воєводстві. Проте, Ляцький староства, ймовірно, не обійняв, принаймні, ніде він не згадується на цій посаді.
1658 року Теодор Александр був обраний депутатом на Головний трибунал Великого князівства Литовського.
13 червня 1661 року передав у цесію староство немонойцьке Міколайові Францішеку Россохацькому. 23 липня того ж року він передав у цесію біржинянське тивунство Ієронімові Важинському. Тоді ж, орієнтовно, отримав право спільної власності на староство шродське, яке тримала його друга дружина Катажина з Коморовських після свого колишнього чоловіка Пйотра Самуеля Ґрудзінського. 1664 року подружжя Ляцьких отримало консенс (дозвіл) на цесію того староства Анжеєві Каролю Ґрудзінському та його дружині Маріанні зі Швєнціцьких.
Ляцький неодноразово брав участь у сеймах, зокрема 1665, 1669 і 1670 років.
Теодор Александр Ляцький 1683 року відмовився від посади маршалка й, невдовзі після цього, орієнтовно в липні помер.

## Творчість
Теодор Ляцький був автором однієї книги — збірки ліричних емблем «Благочестиві (побожні) бажання» (1673), яка фактично була першим польським перекладом одного з найпопулярніших духовних творів XVII століття лат. «Pia desideria» (1624), написаного бельгійським єзуїтом Германом Гюґо. У польському виданні, як і в оригіналі, як графічні емблеми використано гравюри Боеція Адамса Болсверта.
Парафраз Ляцького був опублікований у кількох виданнях XVII століття. Частину його віршів знайшли в домашніх щоденниках, решту він написав «у шухляду».

## Сім'я
Теодор Александр Ляцький був двічі одружений. 1644 року він одружився з донькою підскарбія надвірного литовського й Троцького воєводи Пйотра Паца Анною (пом. 1650), удовою по Пйотрові Каролю Долмат Ісайковському, з якою мав єдиного сина Ієроніма Казімєжа (пом. 1703) — тивуна ейраґольського, лісничого пунського, підкоморія жмудського, старосту мерецького та пінського.
Вдруге Ляцький одружився з донькою підсудка белзького Александра Коморовського Катажиною (пом. 1675), удовою по Пйотру Самуелю Ґрудзінському, старості шродському. Спільних дітей не мали.

## Маєтності
1644 року брат першої дружини Фелікс Ян Пац передав Ляцькому в цесію села Ленче, Служже та Бовки. Від першої дружини отримав також Солечники, які 1650 року передав своєму братові Самуелю Яну.
18 серпня 1657 року король Ян Казимир надав Теодорові Ляцькому фільварок Скорбуцяни та інші маєтності перейшовшого на бік шведів Міколая Висоцького.
1661 року подружжя Ляцьких придбало в Ґрудзінських за 150 000 злотих маєтки Барцин із замком, села Барцинське передмістя, Кротошин, Волиці, Ободово, Кежково, Млодоцин, Птур, Птурек, Кнея, Острувці.